# Sandvík
Sandvík  er en færøsk bygd på østkysten af det nordlige Suðuroy og ligger i Hvalbiar kommuna. Navnet fortæller, at den ligger ved en sandstrand. En 1,4 kilometer lang tunnel til Hvalba forbinder bygden med det øvrige Suðuroy.   Den 1. januar 2025 havde Sandvík 68 indbyggere. Sandvík tilhører Hvalbiar kommuna.

## Kirken
Sandvíkar kirkja blev oprindelig bygget 1840 i Froðba, senere blev den flyttet til Tvøroyri, hvor der efterhånden boede flere mennesker end i Froðba, for endelig at blive genopført i 1908 på dens nuværende plads i Sandvík.  
Kirken er hvidmalet og har 5 vinduer i syd. I nordsiden sidder der tre vinduer mellem præstedøren i korenden, og den ene af forkirkens to indgange, den anden er under tagrytteren i vest. Tagrytteren er i to etager, hvor den nederste del er bredere med et smalt tag, hvorpå den øverste del er opbygget. Øverst et pyramidetag med et kors. 

## Historie
Sandvík er nævnt i Færingesagaen som det sted, hvor vikingehøvdingen Sigmundur Brestisson i 1005 reddede sig i land og efterfølgende blev dræbt af den lokale bonde Tórgrímur Illi.
1349 døde alle indbyggerne af pesten den sorte død, og stedet blev først beboet igen i 1816 af folk fra nabobygden Hvalba. Fra middelalderen kom Sandvík til at hedde Hvalvík. Først i 1911 fik den igen sit gamle navn tilbage, da der også findes en bygd med navnet Hvalvík på Streymoy. 
Den 13. februar 1915 druknede 14 unge mennesker fra Sandvík og Hvalba under en hvalfangst i Sandvík, idet to både kæntrede, kun en overlevede.

## Turisme
- Bygdens lokalmuseum Húsið uttan Ánna er et typisk færøsk hus fra 1866. En nøgle til museet kan lånes i bygden eller efter aftale med Kunningarstovan i Tvøroyri.[7]

Der er en god sandstrand og udsigten til Stóra Dímun og Lítla Dímun.
Kør så langt nord på som muligt og gå til fods op til fjeldet Borgin (428 m) og se den enestående udsigt til de nordlige øer.
En vej går fra Sandvík vestpå ud til vestkysten, (kør langsomt og husk at lukke fåreleddene igen, vejen er kun asfalteret det første stykke). Området ude ved kysten er storslået og let at vandre i. Se fuglebjergene og den 57 m høje fritstående klippe Ásmundarstakkur. Vest for enden af vejen kan man følge fårestierne mod sydvest til fods, til man kommer til en lille bro ved Trøllargjógv á Skorini, der fører over slugten til Rituskor, hvor der er en enestående udsigt til de stejle fuglefjelde og til det 357 m høje fjeld Glyvraberg.

## Forfattere fra Sandvík
To kendte færøske forfattere kommer fra Sandvík. Martin Joensen (1902-1966) skrev bl.a. to romaner, hvoraf den ene Fiskimenn (Fiskerne) fra 1946 beskriver livet ombord på et færøsk fiskeskib. Han har også skrevet romanen Tað lýsir á landi (udkom 1952), tre novellesamlinger og en bog med børne- og ungdomsnoveller. Steinbjørn B. Jacobsen (1937-2012) har bl.a. skrevet 20 børnebøger, 9 digtsamlinger, tre bøger med erindringer, to romaner og en novellesamling. Derudover har han også skrevet flere skuespil og radiohørespil.

## Billeder fra Sandvík
- Sandvík og Lítla Dímun
- Húsið uttan Ánna er nu et museum
- Ásmundarstakkur og området vest for Sandvík
- Skulptur til minde om vikingen Sigmundur Brestisson